# Aeroporto Internazionale Borg El Arab
L'Aeroporto internazionale Borg El Arab (in arabo مطار برج العرب الدولي‎?) (ICAO: HEBA - IATA: HBE) è un aeroporto egiziano situato a Borg El Arab, a circa 45 km a sudovest di Alessandria d'Egitto.

## Storia
L'aeroporto è stato inaugurato nel 1998, ed è divenuto lo scalo di riferimento di Alessandria d'Egitto dopo la chiusura dello scalo cittadino di El Nouzha nel dicembre 2011.

## Dati di traffico
Nel 2022 l'aeroporto ha visto transitare 17443 voli e 1733968 passeggeri.